# Bekodoka
Bekodoka – miasto i gmina (kaominina) w dystrykcie Besalampy, w regionie Melaky na Madagaskarze.

## Geografia
Miejscowość położona jest nad dopływem Sambao.

## Demografia i ekonomia
W 2001 roku oszacowano liczbę jego mieszkańców na 9 674. W mieście dostępna jest edukacja podstawowa. 90% ludności pracującej trudni się rolnictwem, a 9% hodowlą. Główną rośliną uprawną jest tu ryż, a do innych należą maniok jadalny i rafia. 1% pracuje w usługach.